# Elezioni parlamentari in Belize del 2025
Le elezioni parlamentari in Belize del 2025 si sono tenute il 12 marzo per il rinnovo della Camera dei rappresentanti, la camera bassa dell’Assemblea nazionale, il parlamento del paese.
Esse sono state indette in anticipo rispetto alla scadenza naturale della legislatura, prevista per la fine dell’anno, su volere dello stesso Primo ministro, al fine di riottenere in breve tempo un nuovo mandato per le sue politiche e per evitare, probabilmente, il processo di ridisegno delle circoscrizioni elettorali previsto per quell’anno.
Le elezioni hanno visto la riconferma, a grandissima maggioranza, del Partito Unito del Popolo (PUP) del Primo ministro uscente, Johnny Briceño, che, avendo visto conservarsi la super-maggioranza di 26 seggi in assemblea già ottenuta in passato, è così potuto rimanere in carica.

## Sistema elettorale
Per le elezioni parlamentari, la legge elettorale beliziana prevede l’applicazione di un sistema maggioritario secco in altrettanti collegi uninominali: risulta dunque eletto il candidato che abbia semplicemente ottenuto il maggior numero di voti (Plurality).

## Risultati
| Partito Unito del Popolo (PUP)  | 85 096  | 67,91 | 26 |  |  |  |
| Partito Democratico Unito (UDP) | 37 328  | 29,79 | 5  |  |  |  |
| Altri (<0,40%)                  | 1 026   | 0,82  | –  |  |  |  |
| Indipendenti (IND)              | 1 849   | 1,48  | –  |  |  |  |
| Totale                          | 125 299 | 100   | 31 |  |  |  |
|                                 |         |       |    |  |  |  |
| Voti non validi                 | 2 703   | 2,11  |    |  |  |  |
| Votanti                         | 128 002 | 64,97 |    |  |  |  |
| Elettori                        | 197 018 |       |    |  |  |  |